# Pat Cannone
Patrick "Pat" Cannone, född 9 augusti 1986, är en amerikansk professionell ishockeyforward som är kontrakterad till NHL-organisationen Minnesota Wild och spelar för deras primära samarbetspartner Iowa Wild i American Hockey League (AHL). Han har tidigare spelat på lägre nivåer för Binghamton Senators och Chicago Wolves i AHL, Miami Redhawks (Miami University) i National Collegiate Athletic Association (NCAA) och Cedar Rapids Roughriders i United States Hockey League (USHL).
Cannone blev aldrig draftad av någon NHL-organisation.

## Statistik
| 2004–2005   | New England Jr. Falcons  | EJHL        | 49  | 26 | 28  | 54  | 50  | —  | — | — | — | — |
| 2005–2006   | New England Jr. Falcons  | EJHL        | 45  | 22 | 31  | 53  | 52  | —  | — | — | — | — |
| 2006–2007   | Cedar Rapids Roughriders | USHL        | 59  | 18 | 37  | 55  | 46  | 6  | 1 | 7 | 8 | 6 |
| 2007–2008   | Miami Redhawks           | NCAA        | 42  | 6  | 24  | 30  | 20  | —  | — | — | — | — |
| 2008–2009   | Miami Redhawks           | NCAA        | 41  | 11 | 24  | 35  | 16  | —  | — | — | — | — |
| 2009–2010   | Miami Redhawks           | NCAA        | 44  | 14 | 17  | 31  | 22  | —  | — | — | — | — |
| 2010–2011   | Miami Redhawks           | NCAA        | 39  | 14 | 23  | 37  | 25  | —  | — | — | — | — |
|             | Binghamton Senators      | AHL         | 2   | 1  | 1   | 2   | 2   | —  | — | — | — | — |
| 2011–2012   | Binghamton Senators      | AHL         | 76  | 19 | 24  | 43  | 32  | —  | — | — | — | — |
| 2012–2013   | Binghamton Senators      | AHL         | 74  | 10 | 15  | 25  | 41  | 3  | 0 | 0 | 0 | 4 |
| 2013–2014   | Chicago Wolves           | AHL         | 59  | 16 | 18  | 37  | 16  | 9  | 0 | 2 | 2 | 4 |
| 2014–2015   | Chicago Wolves           | AHL         | 64  | 14 | 33  | 47  | 18  | 5  | 0 | 6 | 6 | 0 |
| 2015–2016   | Chicago Wolves           | AHL         | 73  | 20 | 32  | 52  | 38  | —  | — | — | — | — |
| 2016–2017   | Minnesota Wild           | NHL         | 1   | 0  | 0   | 0   | 0   | —  | — | — | — | — |
|             | Iowa Wild                | AHL         | 29  | 4  | 12  | 16  | 10  | —  | — | — | — | — |
| NHL totalt  | NHL totalt               | NHL totalt  | 1   | 0  | 0   | 0   | 0   | —  | — | — | — | — |
| AHL totalt  | AHL totalt               | AHL totalt  | 377 | 84 | 135 | 222 | 157 | 17 | 0 | 8 | 8 | 8 |
| NCAA totalt | NCAA totalt              | NCAA totalt | 166 | 45 | 88  | 133 | 83  | —  | — | — | — | — |